# Конте (округ)
Конте (фр. District de Conthey) — округ у Швейцарії в кантоні Вале.
Адміністративний центр — Конте.

## Громади
У таблиці наведено список громад округу станом на 2022 рік, населення та площа станом на 2019 рік.

| Українська назва | Оригінальна назва | Код BFS | Населення | Площа |
| ---------------- | ----------------- | ------- | --------- | ----- |
| Ардон            | Ardon             | 6021    | 3293      | 20,4  |
| Ветро            | Vétroz            | 6025    | 6398      | 10,4  |
| Конте            | Conthey           | 6023    | 8837      | 84,9  |
| Нанда            | Nendaz            | 6024    | 6737      | 86,0  |
| Шамозон          | Chamoson          | 6022    | 3915      | 32,5  |